# Cesare Ciani
Cesare Ciani (Firenze, 28 febbraio 1854 – Firenze, 13 febbraio 1925) è stato un pittore italiano.

## Biografia
Compiuti gli studi all'Istituto Tecnico e prestato il servizio militare fino al 1878, s'iscrive all'Accademia di Firenze e segue i corsi di Giuseppe Ciaranfi e di Giovanni Fattori, di cui ne assimila la filosofia di fondo che si esplicita nella vivace attenzione verso temi concernenti il paesaggio e le figure che vi ruotano intorno.
Nel 1888 presenta al Circolo degli Artisti la Vedova, con la quale l'anno successivo ottiene una “mention honorable” all'Esposizione Internazionale di Parigi. 
Espone con assiduità alle promotrici e poi alle esposizioni artistiche italiane.

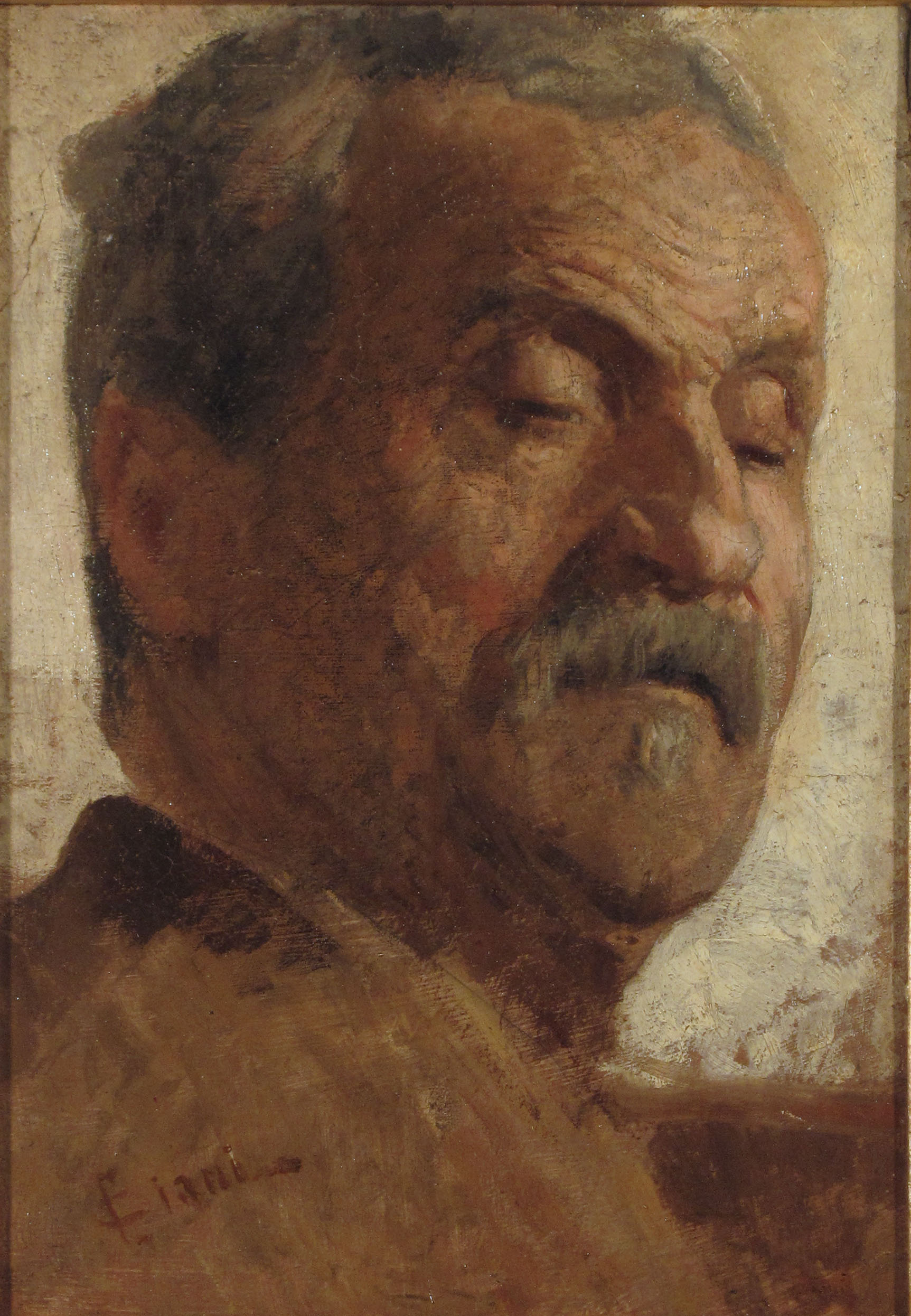
Cesare Ciani
Ritratto di Vecchio

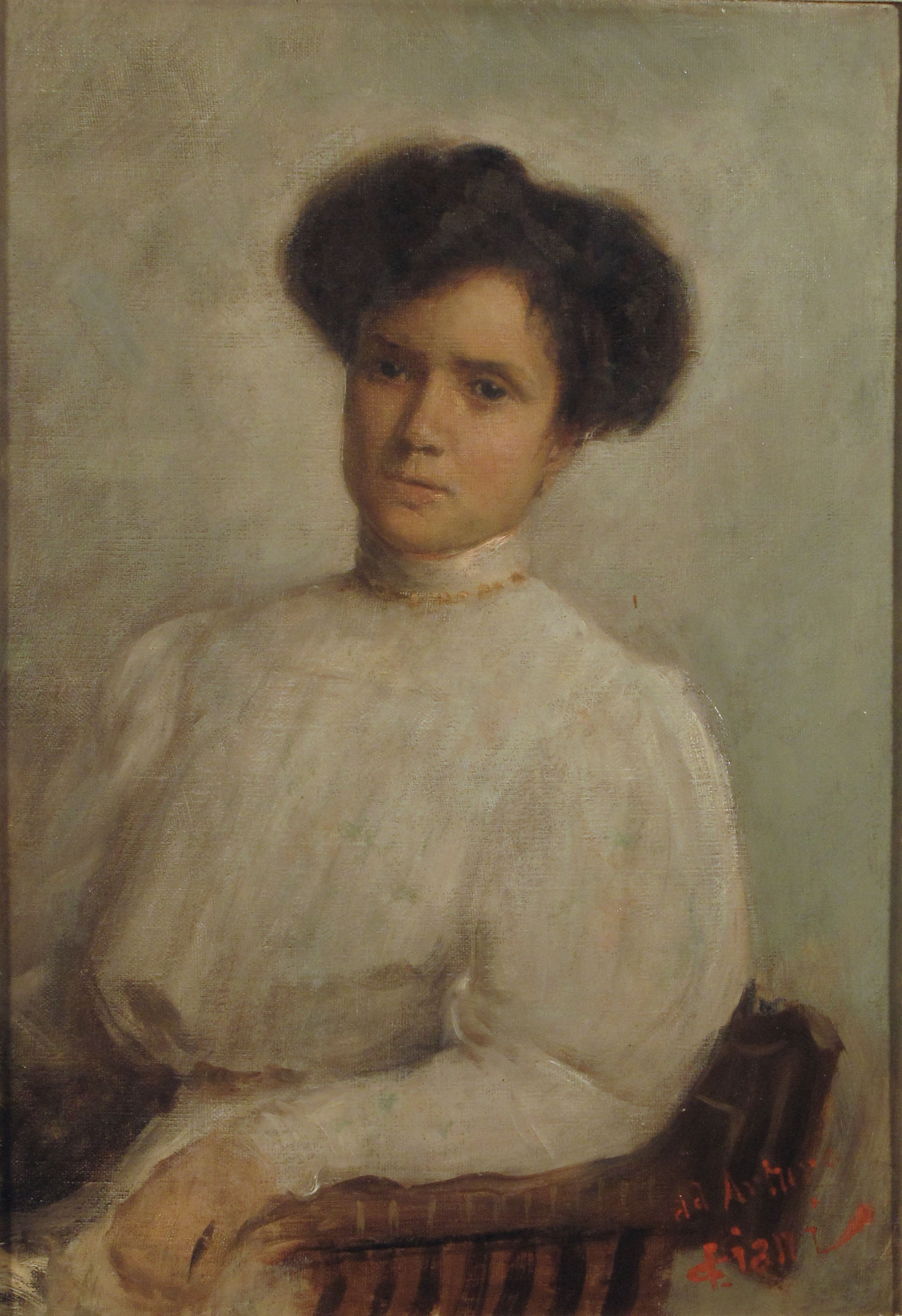
Cesare Ciani
Ritratto della Signora Conti

A cavallo dei due secoli, la sua pittura è intensamente vitalista, come dimostrano opere quali l’Interno di Officina datato 1898, che riecheggia opere coeve di Lovis Corinth, per l'interesse verso operai e macchine, o la Villa Bianca all'Isola d'Elba, appartenuta a Mario Galli, e che già nel titolo, esprime l'appassionata attenzione alla luminosità mediterranea (riprodotti in Pelagatti-Tassi 1962 e Cesare Ciani 1978).
Nel 1922, presentato da Mario Tinti, partecipa alla Primaverile Fiorentina con un numero elevato di opere, fra le quali: Bambino malato, Donne del popolo, Mercato; esemplari della poetica dell'artista che fin dai primi anni del Novecento, si afferma su soggetti campestri e popolari. 
Temi consoni per altro, alla pittura dei cosiddetti post-macchiaioli, dei quali per consuetudine critica anche Ciani fa parte. 

Con la particolarità da parte di questo artista, di considerarli però con intenti espressionistici, e tratta con una stesura povera e una tavolozza di bruni, viola, verdi marciscenti, occasionalmente accesa di tocchi di rosso e bianchi abbaglianti. 
Ritrae scene di vita quotidiana che si svolgono nell'affollato e rumoroso quartiere fiorentino di Borgo San Frediano, in via de' Serragli.
Pittore dalla copiosa produzione artistica, gode di un buon mercato, principalmente tra i collezionisti toscani, lombardi ed emiliani; anche in considerazione del fatto che è uno dei pochi fiorentini che appartengono alla cerchia dei Post-macchiaioli. 
Nel 1927, a due anni dalla sua morte, Mario Tinti e Llewelyn Lloyd, organizzano un'importante retrospettiva con centoottanta opere.